# Bezirk Kopyczyńce
Bezirk Kopyczyńce – dawny powiat (Bezirk) kraju koronnego Królestwo Galicji i Lodomerii, funkcjonujący w latach 1854–1867. Siedzibą starostwa było miasteczko Kopyczyńce.

## Historia
Bezirk Kopyczyńce utworzono w ramach reformy uwłaszczeniowej z okresu Wiosny Ludów (1848–1849), która likwidowała jurysdykcję właściciela ziemskiego nad poddanymi. W Galicji, dominium – jako podstawowa jednostka administracyjna i filar systemu feudalnego straciło rację bytu. Konieczne stało się zatem wprowadzenie nowego systemu administracyjnego, którego zręby powstały w latach 1851–1855. Nowy trójstopniowy podział administracyjny objął 21 cyrkułów (niem. Kreise), 179 małych powiatów (niem. Bezirke) i ponad 6000 gmin (niem. Gemeinde).
Bezirk Kopyczyńce objął obszar o wielkości 8,3 mil², zamieszkany przez 28.145 ludzi i podzielony na 28 gmin katastralnych, w tym trzy miasteczka (Chorostków, Kopyczyńce i Suchostaw). Wszedł w skład cyrkułu czortkowskiego, jako jeden z jego dziewięciu powiatów. Powiat miał specyficzny kszałt przypominający głowę słonia. Poprzez koniuszek "trąby", od wschodu, graniczył z Imperium Rosyjskim.
Po nadaniu Galicji autonomii oraz powołaniu samorządu gminnego i powiatowego w 1865 zlikwidowano cyrkuły (Kreise). Dotychczasowe małe powiaty (Bezirke) w liczbie 179, utrzymały się do 1867 roku, kiedy to w następstwie kolejnej reformy administracyjnej (23 stycznia 1867) zostały zastąpione przez 74 większych powiatów. Obszar zniesionego Bezirk Kopyczyńce wszedł wtedy w całości w skład nowego powiatu husiatyńskiego. 1 sierpnia 1878 gminę Iwanówka przeniesiono do powiatu trembowelskiego. 1 lipca 1925 powiat husiatyński przekształcono w powiat kopyczyniecki.

## Podział administracyjny (1854)
| Lp. | Gmina jednostkowa   | Powierzchnia | Ludność | Powiat w 1867 po zniesieniu |
| --- | ------------------- | ------------ | ------- | --------------------------- |
| 1   | Kopyczyńce (m)      | 7734         | 3596    | husiatyński                 |
| 2   | Kotówka             | 2402         | 701     | husiatyński                 |
| 3   | Chorostków (m)      | 6587         | 3197    | husiatyński                 |
| 4   | Wierzchowce         | 1138         | 413     | husiatyński                 |
| 5   | Peremiłów           | 2666         | 1028    | husiatyński                 |
| 6   | Karaszyńce          | 636          | 367     | husiatyński                 |
| 7   | Howiłów Mały        | 1018         | 590     | husiatyński                 |
| 8   | Howiłów Wielki      | 3074         | 1021    | husiatyński                 |
| 9   | Mszaniec            | 2380         | 513     | husiatyński                 |
| 10  | Chłopówka           | 2246         | 827     | husiatyński                 |
| 11  | Raków Kąt           | 1064         | 494     | husiatyński                 |
| 12  | Postołówka          | 4378         | 868     | husiatyński                 |
| 13  | Niżborg Nowy        | 3466         | 1111    | husiatyński                 |
| 14  | Niżborg Stary       | 2285         | 639     | husiatyński                 |
| 15  | Myszkowce           | 1562         | 465     | husiatyński                 |
| 16  | Iwanówka z Alt-Budą | 4838         | 1592    | husiatyński                 |
| 17  | Kluwińce            | 3597         | 1098    | husiatyński                 |
| 18  | Jabłonów            | 7171         | 1503    | husiatyński                 |
| 19  | Suchostaw (m)       | 3090         | 1296    | husiatyński                 |
| 20  | Celejów             | 1210         | 542     | husiatyński                 |
| 21  | Uwisła              | 2596         | 953     | husiatyński                 |
| 22  | Krogulec            | 2507         | 696     | husiatyński                 |
| 23  | Żabińczyki          | 746          | 297     | husiatyński                 |
| 24  | Kociubińce          | 5135         | 1393    | husiatyński                 |
| 25  | Hadyńkowce          | 3008         | 739     | husiatyński                 |
| 26  | Oryszkowce          | 3475         | 851     | husiatyński                 |
| 27  | Tudorów             | 1817         | 710     | husiatyński                 |
| 28  | Majdan              | 1328         | 645     | husiatyński                 |

Objaśnienie:
(M) = miasto; (m) = miasteczko